# Кушнер, Павел Иванович
Павел Иванович Кушнер (псевдонимы Кныш, Кнышев; 14 (26) января 1889, Гродно ― 14 марта 1968, Москва) ― советский этнограф. Доктор исторических наук, профессор.

## Биография
Родился в городе Гродно в многодетной семье судейского чиновника, члена окружного суда Ивана Гавриловича Кнышева (1845—1894) и актрисы Любови Моисеевны Кушнер (1862—1933). Брак между родителями не был официально зарегистрирован, так как они были разного вероисповедания и мать решила не переходить из иудаизма в православие. Отец умер, когда Павлу было 5 лет, и семье было отказано в пенсии, так как дети считались незаконорожденными. Чтобы содержать детей, Любовь Моисеевна была вынуждена переехать в Ригу и поступить на работу гувернанткой, а детей отдать в служение.
Учился в гродненской гимназии (1898—1907), исключён за участие в деятельности местных революционных кружков. Во время демонстрации 1905 года сильно избит казаками, несколько месяцев болел. Член РСДРП с 1905 года. В 1907—1908 годах жил в Риге у родственников, учился в Рижской Александровской гимназии, исключён. Работал конторщиком на Риго-Орловской железной дороге. Член Рижского комитета РСДРП(б), откуда вышло несколько известных деятелей советской власти.
В Риге организовал Русский культурный центр, занимавшийся созданием рабочих социал-демократических кружков, марксистской пропагандой и распространением нелегальной литературы. Русский культурный центр принимал активное участие в выборах в IV Государственную думу. Кушнер был арестован, центр закрыт.
С 1915 года жил в Москве, конторщик Главного управления Союза городов. Учился в Народном университете Шанявского.
С марта 1917 года член исполкома Московского городского совета, его первый секретарь, позже помощник заведующего отделом труда исполкома Моссовета. В октябре 1917 года секретарь Военно-революционного комитета, член президиума Моссовета. С конца 1917 года — член коллегии Наркомата труда РСФСР, принимал участие в разработке «Кодекса законов о труде».
С 1918 года рядовой 81-го резервного рабочего полка Хамовнического района Москвы, руководил лекторской группой.
В 1920—1921 годах занимал должность начальника Политуправления Туркестанского фронта. В апреле 1921 года — член Реввоенсовета 10-й Терско-Дагестанской армии.
С лета 1921 года в Москве, преподаватель Коммунистического университета им. Я. Свердлова, с конца 1920-х зав. кафедрой истории развития общественных форм.
Летом 1925 года руководил этнографической экспедицией в Киргизию.
В 1929—1930 годах — заведующий социологической секцией Института истории РАНИОН, в 1931—1932 годах — научный сотрудник НИИ народов Севера, профессор Коммунистического института журналистики. Зав. отделом «Рабочей газеты», редактор газеты «Красная Татария».
Торгпред в Литве (1932—1934), в Норвегии (1934—1935). В 1936 году — начальник Восточного сектора Наркомата внешней торговли. В 1936—1938 годах — заместитель по хозяйственным вопросам председателя Комитета по заведованию учёными и учебными заведениями при ЦИК СССР.
В 1937 году арестовывался. Заместитель директора по научной части Музея народов СССР (1938—1941).
С 1941 года в дивизии московского ополчения, но отозван Главным политуправлением Красной Армии. Ему было поручено возглавить в Ин-те этнографии группу по изучению этнического состава Центральной и Юго-Восточной Европы. Такая работа требовалась в связи со сложившейся военно-политической ситуацией в мире. Готовящиеся карты и исторические справки нужны были руководству страны для послевоенного передела европейских границ.
В 1944—1952 гг. года зав. сектором этнографической статистики и картографии Ин-та этнографии СССР, в 1952—1959 гг. зав. славяно-русским сектором.
Был лично знаком со Сталиным. Жил в знаменитом «доме на набережной», по улице Серафимовича, 2.
Награждён орденами Ленина и Красной Звезды.

## Научная деятельность
Сфера творческой деятельности П. И. Кушнера ― общая этнография, этническая география, этнография славян, быт и культура народов СССР, теория общественных формаций и др.
Именно Кушнер разработал впервые в мировой науке принципы картографирования признаков материальной культуры в их историческом развитии.
Он является автором неоднократно издававшегося учебника для вузов и совпартшкол «Очерк развития общественных форм» (1924—1929).
В конце 1920-х гг. Кушнер как учёный подвергся критике со стороны радикальных марксистов, его упрекали в недооценке проблемы классовости, отрицании теории первобытного коммунизма.
До сих пор не потеряли актуальность кандидатская диссертация П. И. Кушнера «Западная часть литовской этнографической территории» (1947) и докторская диссертация «Этнические территории и этнические границы» (1951).
В конце 1940-х годов меняется официальный взгляд на задачи советской этнографии, происходит переход от социально-экономической линии, формулировавшейся в рамках теории формации, к тенденции этнической. Первые, кто заявил, что этнография является областью исторической науки, были П. И. Кушнер и С. П. Толстов. По ним, этнография должна исследовать культурные и бытовые особенности народов, выявлять этническую специфику.
Кушнер первый из советских этнографов заговорил о национальном самосознании. На примере русско-украинского пограничья он дал национальное самосознание как едва ли не единственный «этнический определитель». Именно с работ Кушнера в русской науке национальное самосознание стало пониматься как этническое, и в теории этноса представляться важнейшим признаком такового. Говоря о важности изучения этнических процессов, он не уставал напоминать, что этнические процессы ― это изменения, происходящие со всеми этническими признаками.
Под редакцией Кушнера вышел необычный по тем временам труд «Село Вирятино в прошлом и настоящем: Опыт этнографического изучения русской колхозной деревни» (1958); переиздан в 1970 году в США.
Заниматься отечественной этнографий было непросто, даже определить конкретный вопрос исследования представлялось трудным. В записке ЦК ВКП(б) о журнале «Советская этнография» говорилось, например: "Вместо того, чтобы показывать новые отношения людей в процессе социалистического производства, журнал публикует статьи, в которых рассказывается, что колхозники по-прежнему ходят в лаптях, что свидетельствует якобы об «устойчивости национальных традиций» и «сохранении национального колорита».

## Основные работы
Книги
- Очерк развития общественных форм. ― М., 7 изданий с 1924 по 1929
- Первобытное и родовое общество. (Хрестоматия для высшей школы и комвузов). ― М., 1925
- Пять общественных укладов. ― М., 1927
- Горная Киргизия. ― М., 1927; 2-е изд. 1929
- Этнические территории и этнические границы / АН СССР, Институт этнографии им. Н. Н. Миклухо-Маклая. ― М.: Издательство АН СССР, 1951;
- Село Вирятин в прошлом и настоящем. ― М., 1958 (отв. ред., автор введения и глав 1, 7 — «Экономическая жизнь села в прошлом»)
- Русские. Историко-этнографический атлас: Земледелие, крестьянское жилище, крестьянская одежда. (Середина XIX — начало XX века). ― М., Наука, 1967 (отв. редактор)
- Этническое прошлое юго-восточной Прибалтики. Опыт исторического изучения этнической территории. ― Вильнюс : Минтис, 1991

Статьи
- О первобытном коммунизме // Записки Коммунистического университета им. Я. М. Свердлова. ― М., 1924
- К методологии определения этнических территорий // Советская этнография. 1946. № 1
- Меморандум правительства Федеративной народной республики Югославии об этническом составе Юлийской Краины // Известия АН СССР. Серия истории и философии, 1946, т. З, № 3
- Об этнической статистике европейских стран // КСИЭ. Вып.2. ― М.-Л., 1947
- Государственный музей народного быта Латвийской ССР // Советская этнография, 1948, № 3
- Этническая граница (к вопросу об этнических рубежах в Европе) // Советская этнография, 1948, № 4
- Этническая граница (Опыт обобщенной характеристики типов этнических границ в некоторых европейских странах) // Труды II Всесоюзного географического съезда. ― М., 1949, т. З
- Этническая граница и этническая (этнографическая) территория (методы исследования) // КСИЭ АН СССР, вып. 6. ― М., 1949
- Учение И. В. Сталина о нации и национальной культуре и его значение для этнографии // Советская этнография, 1949, № 4
- Национальное самосознание как этнический определитель // КСИЭ. ― М.-Л., 1949, вып. 8
- Методы картографирования национального состава населения // Советская этнография. 1950. № 4;
- О методах определения этнического состава населения в полосе этнических границ // КСИЭ АН СССР, вып. 11. ― М., 1950
- Об этнографическом изучении колхозного крестьянства // Советская этнография, 1952, № 1
- Об этнографическом изучении социалистической культуры и быта народов СССР // Советская этнография, 1953, № 1
- Какое изображение мы видим на луне? (Об атласе немецкого народоведения) // Советская этнография, 1953, № 3
- Этнографическое изучение современного сельского быта в СССР // Československá Etnografie, 1954, № 1
- Карта национального состава населения Латвии в 1935 г.// ТИЭ, т. 23. ― М., 1954
- О русском историко-этнографическом атласе // КСИЭ, вып. 22, 1955
- Об этнографическом изучении семьи у колхозного крестьянства СССР // Этнографическое совещание. ― М.-Л., 1956
- О некоторых процессах, происходящих в современной колхозной семье // Советская этнография, 1956, № 3, с. 19-22
- Пруссы // Балтийский альманах. ― Калининград, 2004, № 4. С. 78.